# Saint-Pardoux-Corbier
Saint-Pardoux-Corbier era una comuna francesa que estaba situada en el departamento de Corrèze, de la región de Nueva Aquitania, que el 1 de enero de 2025 pasó a formar parte de la comuna nueva de Les Trois-Saints como comuna delegada.

## Historia
Fue creada entre 1790 y 1794 con la unión de las comunas de Corbier y Saint-Pardoux-L'Enfantier.

## Demografía
| Gráfica de evolución demográfica de Saint-Pardoux-Corbier entre 1800 y 2022 |
|                                                                             |

Los datos demográficos contemplados en este gráfico de la comuna de Saint-Pardoux-Corbier se han cogido de 1800 a 1999 de la página francesa EHESS/Cassini, y los demás datos de la página del INSEE.